# Зула (приток Лопвы)
Зула — река в России, протекает в Юрлинском районе Пермского края. Устье реки находится в 15 км по правому берегу реки Лопва. Длина реки составляет 32 км.
Исток реки у деревни Васькина в 10 км к юго-востоку от села Юрла. Исток находится на водоразделе бассейнов Иньвы и Косы, рядом берёт начало река Мечкор. Сначала течёт на северо-восток, затем поворачивает на северо-запад. Русло сильно извилистое. Протекает деревни Васькина, Конина, Ананькина, Новосёлова, Букреева. Притоки — Лопвашор, Юкнашор (левые); Кодыл, Сылва, Карабиха (правые). Впадает в Лопву у села Усть-Зула.

## Данные водного реестра
По данным государственного водного реестра России относится к Камскому бассейновому округу, водохозяйственный участок реки — Кама от истока до водомерного поста у села Бондюг, речной подбассейн реки — бассейны притоков Камы до впадения Белой. Речной бассейн реки — Кама.
Код объекта в государственном водном реестре — 10010100112111100002577.